# 白ロシア戦線
白ロシア戦線（ロシア語: Белорусский фронт、白ロシア（ベラルーシ）方面軍、もしくは白ロシア（ベラルーシ）正面軍とも）は、第二次世界大戦中（独ソ戦中期と後期）に2度に渡りソ連、ベラルーシ地域に設置された赤軍の方面軍級部隊である。

## 白ロシア戦線（1943年10月～1944年2月）
最初の白ロシア戦線は、1943年10月20日、中央戦線の改称により設置された。その編成下には、第3軍、第48軍、第50軍、第61軍、第63軍、第65軍、第16航空軍が入り、事後、第10軍と第11軍が配属された。
1943年10月、戦線部隊は、プロニャ川とソジュ川右岸の橋頭堡を利用して、ゴメリ・ボブルイスク方面で攻勢転移した。ドニエプルに橋頭堡を確保し、南方からドイツ第2軍ゴメリ集団を脅かした。11月、ゴメリ・レチツァ作戦を行い、130km前進し、11月17日にレチツァ、11月26日にゴメリを解放した。戦線部隊は、敵の逆襲を撃退し、ノーヴイ・ブィホフ、ジロビン、モズィリ東方の線を確保した。
1944年1月～2月前半、カリンコヴィチ・モズィリ作戦中、カリンコヴィッチ、モズィリを解放して、ドゥブロフ、オザリッチ、ムルィノクに到達し、防勢に転移した。
1944年2月24日、2月17日付最高司令部スタフカの命令に基づき、白ロシア戦線は、第1白ロシア戦線に改称された。

### 編制
- 第3軍 - 1943年10月20日～
- 第48軍 - 1943年10月20日～
- 第50軍 - 1943年10月20日～
- 第61軍 - 1943年10月20日～
- 第63軍 - 1943年10月20日～
- 第65軍 - 1943年10月20日～
- 第16航空軍 - 1943年10月20日～
- 第10軍
- 第11軍

### 指揮官
- 司令官：コンスタンチン・ロコソフスキー上級大将（1943年10月～1944年2月）
- 軍事会議議員：K.テレギン中将（1943年10月～1944年2月）
- 参謀長：ミハイル・マリーニン大将（1943年10月～1944年2月）

## 白ロシア戦線（1944年4月）
2度目の白ロシア戦線は、1944年4月5日、第1白ロシア戦線の改称により設置された。その編成下には、第3軍、第47軍、第48軍、第61軍、第69軍、第70軍、第16航空軍、ドニエプル小艦隊が入った。
1944年4月16日、4月12日付スタフカの命令に基づき、白ロシア戦線は、第1白ロシア戦線に改称された。

### 編制
- 第3軍 - 1944年4月5日～4月16日
- 第47軍 - 1944年4月5日～4月16日
- 第48軍 - 1944年4月5日～4月16日
- 第61軍 - 1944年4月5日～4月16日
- 第69軍 - 1944年4月5日～4月16日
- 第70軍 - 1944年4月5日～4月16日
- 第16航空軍 - 1944年4月5日～4月16日
- ドニエプル小艦隊 - 1944年4月5日～4月16日

### 指揮官
- 司令官：コンスタンチン・ロコソフスキー上級大将
- 軍事会議議員：K.テレギン中将
- 参謀長：ミハイル・マリーニン大将